# Brede Halvorsen
Brede Halvorsen (Porsgrunn, 10 febbraio 1958) è un allenatore di calcio ed ex calciatore norvegese, di ruolo centrocampista.

## Carriera

### Giocatore

#### Club
Halvorsen ha cominciato la carriera nel Moss, per poi passare al Pors nel corso del 1978. Nel 1982 ha fatto ritorno al Moss, restando fino al 1984 etotalizzando 44 presenze e 4 reti nella massima divisione. Con questa maglia, ha vinto anche il Norgesmesterskapet 1983.
Nel 1984 è passato all'Odd, restando fino all'anno successivo. Nel 1988 ha giocato per il Drangedal, per poi tornare all'Odd nel 1989.

#### Nazionale
Conta 17 partite e 4 marcature per la Norvegia under 21. Ha esordito il 26 maggio 1977, nella sconfitta per 2-3 contro la Svezia. Il 9 agosto 1978 ha realizzato la prima rete: è andato in gol nel pareggio per 1-1 contro la Finlandia.

### Allenatore
A settembre 2007, Halvorsen è stato scelto come nuovo allenatore del Pors Grenland. Ricoprì questo incarico fino al 2009. Dal 2010, è stato nominato nuovo tecnico del Notodden, con cui ha centrato la promozione nella 1. divisjon nel campionato 2011. Il 20 agosto 2012 ha rassegnato le proprie dimissioni. A partire dal 1º gennaio 2013 ha fatto ritorno al Pors Grenland.

## Palmarès

### Giocatore

#### Club

##### Competizioni nazionali
- Coppa di Norvegia: 1

Moss: 1983